# Nymphon bouvieri
Nymphon bouvieri is een zeespin uit de familie Nymphonidae. De soort behoort tot het geslacht Nymphon. Nymphon bouvieri werd in 1932 voor het eerst wetenschappelijk beschreven door Gordon. 